# Cliff Durandt
Cliff Durandt, diminutivo di Clifford Michael Durandt (Johannesburg, 16 aprile 1940 – Johannesburg, 3 ottobre 2002) è stato un calciatore sudafricano, di ruolo attaccante.

## Carriera
Nel 1957, all'età di 17 anni, si trasferisce in Inghilterra per giocare nelle giovanili del Wolverhampton, con cui vince una FA Youth Cup; l'anno seguente viene aggregato alla prima squadra dei Wolves, contribuendo con una presenza alla vittoria del campionato inglese. Nella stagione seguente, in cui il club vince sia la FA Cup che il Charity Shield, Durandt gioca invece 7 partite. Nella stagione 1960-1961, in cui vince un secondo Charity Shield, gioca invece 3 partite in Coppa delle Coppe e 22 partite in campionato, competizione in cui segna anche 8 reti; disputa poi ulteriori 13 partite nella First Division 1961-1962, nella quale segna anche una rete, per un totale quindi di 43 presenze e 9 reti in incontri di campionato con la maglia del Wolverhampton.
Tra il 1962 ed il 1965 gioca poi nella seconda divisione inglese con il Charlton: nell'arco di un triennio con gli Addicks segna 4 reti in complessive 36 partite di campionato, per poi tornare in patria, dove gioca in prima divisione fino al 1971, anno nel quale all'età di 31 anni si ritira.

## Palmarès

### Competizioni giovanili
- FA Youth Cup: 1

Wolverhampton: 1957-1958

### Competizioni nazionali
- Campionato inglese: 1

Wolverhampton: 1958-1959
- Coppa d'Inghilterra: 1

Wolverhampton: 1959-1960
- FA Charity Shield: 2

Wolverhampton: 1959, 1960
- National Football League Cup: 1

Maritzburg: 1969